# Ерик Карлсон
Ерик Свен Гунар Карлсон (швед. Erik Sven Gunnar Karlsson; Ландсбро, 31. мај 1990) професионални је шведски хокејаш на леду који игра на позицији одбрамбеног играча.
Од сезоне 2009/10. г. игра у дресу НХЛ лигаша Сенаторса из Отаве, екипе која га је одабрала као 18. пика у првој рунди на улазном НХЛ драфту одржаном 2008. године управо у Отави. У јуну 2012. г. потписао је нови седмогодишњи уговор са канадским тимом вредан 45,5 милиона америчких долара. Пар дана касније додељено му је признање за најбољег одбрамбеног играча НХЛ лиге за сезону 2011/12. г., чиме је Карлсон постао тек други шведски играч са овим признањем, после Никласа Линдстрема (седмоструки освајач овог признања).
Професионалну каријеру започео је у марту 2008. г. као играч екипе Фрелунде у елитној шведској лиги и већ у дебитантској утакмици одиграној 1. марта постигао је победнички гол против екипе ХВ71. Током НХЛ локаута у сезони 2012/13. године играо је за фински Јокерит у СМЛ лиги.
Почетком октобра 2014. г. постављен је на место деветог по реду капитена екипе Отава сенаторса.
У дресу репрезентације Шведске освојио је бронзану медаљу на Светском првенству 2010. године и сребрну олимпијску медаљу на Играма 2014. г. у Сочију. Проглашен је и за најбољег одбрамбеног играча, односно уврштен у идеалну поставу олимпијског турнира 2014. године.